# Carl Riedel
Carl Riedel fue un director y compositor alemán nacido en Cronenberg, Wuppertal.
Trabajó inicialmente como tinte de seda antes de que el director Karl Wilhelm descubriera su talento musical y lo alentara a seguir una carrera musical. Estudió en el Conservatorio de Leipzig y después de graduarse de la escuela se unió a la facultad del conservatorio como profesor de teoría del piano y la música, enseñando allí durante varias décadas. Era notablemente uno de los maestros de Julius Reubke, el cual le dedicó su Sonata en el Salmo 94.
Fue un director coral muy respetado en su país natal y fue uno de los fundadores del Allgemeiner Deutscher Musikverein. 
Murió en Leipzig en 1888 a la edad de 60 años.
- Datos: Q882883
- Multimedia: Carl Riedel / Q882883